# Рулевые перья

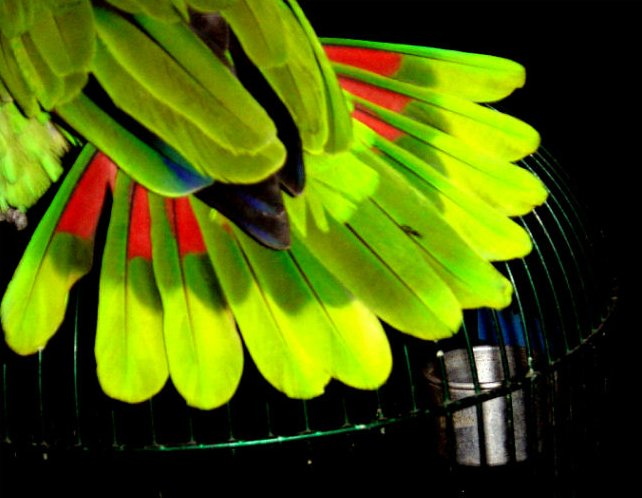
Рулевые перья попугая (синелобый амазон). Выше видны маховые перья.

Рулевые перья (лат. rectix, rectrices; в букв. переводе «управляющие») продолжают хвост у большинства видов птиц и играют важную роль при изменении направления в полёте. Некоторые виды также используют их в брачном поведении (обычно это яркие и/или удлинённые перья у самцов).
Рулевые перья появились очень давно и в целом похожи по строению на маховые перья. Так, у ископаемого археоптерикса рулевые перья располагались попарно по бокам длинного хвоста по два на каждом позвонке. С укорочением хвоста у прочих птиц рулевые перья приобрели веерообразное расположение. Число их варьирует от вида к виду: обычно их 12, хотя бывает 10, иногда даже 20 и более. Основания их прикрыты так называемыми кроющими перьями, которые в отдельных случаях могут достигать значительной величины, получать яркую окраску, главным образом у самцов (павлины, куриные и др.). Рулевые перья могут служить опорой при лазании (дятловые, поползень, и др.), для балансирования при хождении и беге, а при утере летательной способности могут подвергаться редукции или исчезать вовсе, хотя при этом кроющие перья хвоста могут достигать значительной величины. У млекопитающих балансирующую роль рулевых перьев часто исполняет длинный хвост (например у гепардов).